# Theodor Blanch

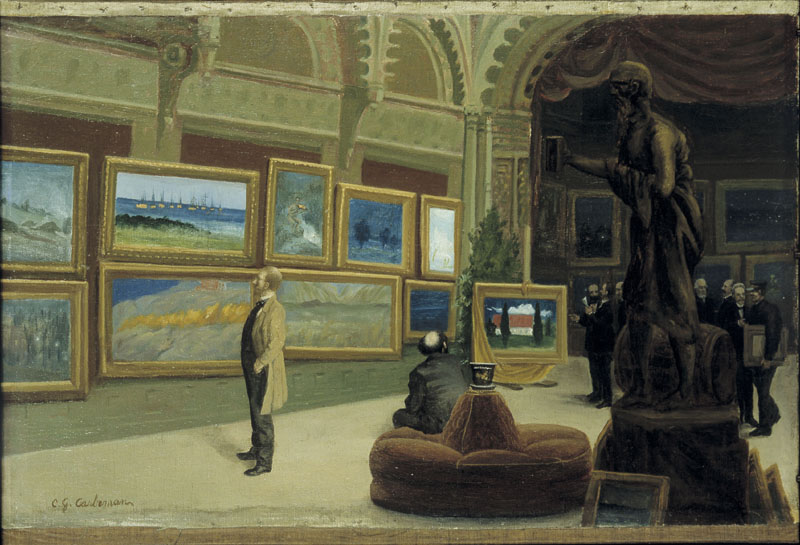
Blanchs konstsalong på 1890-talet
Målning av Gustaf Carleman

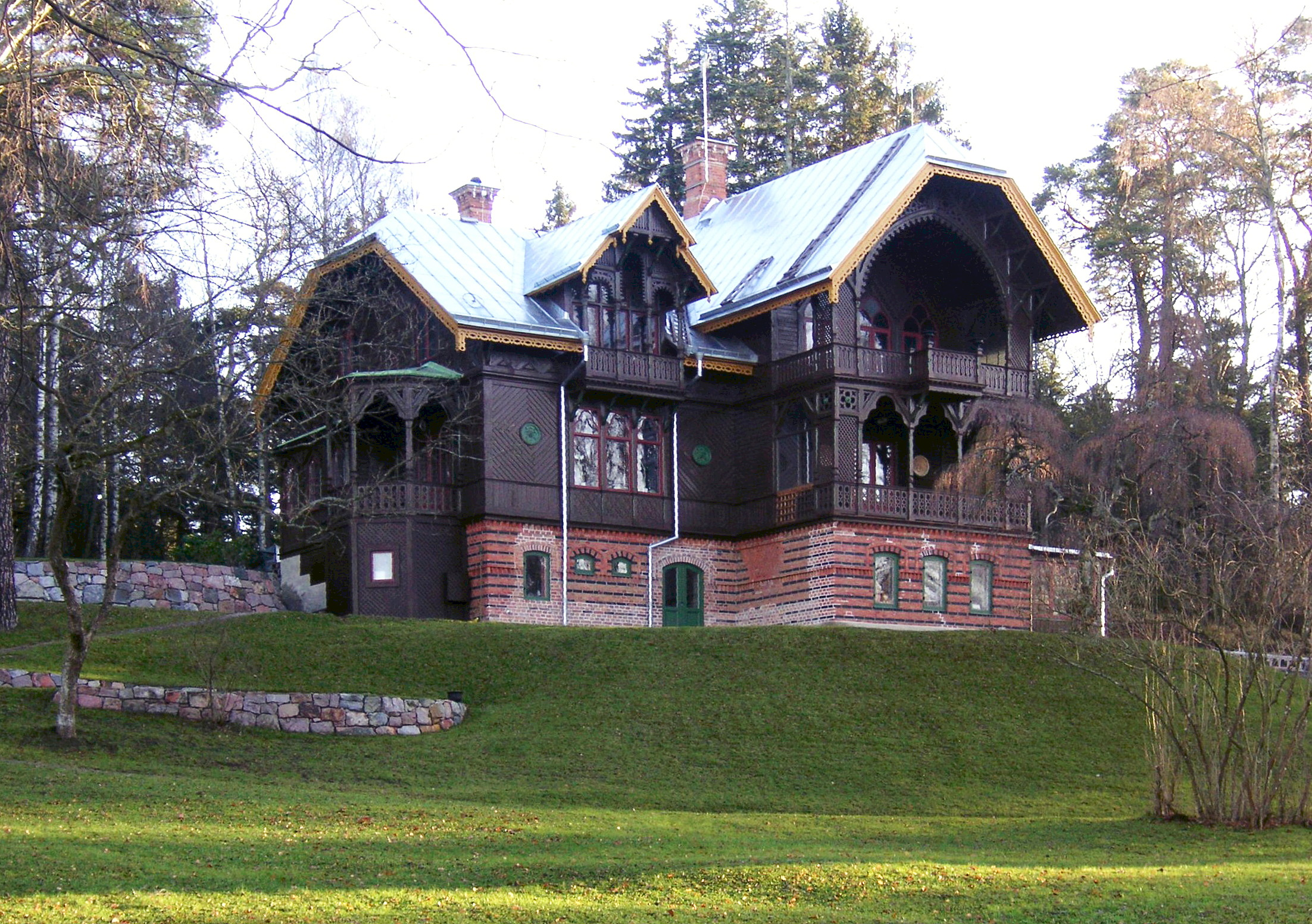
Villa Skogsborg

Theodor Julius Blanch, född 18 juni 1835 i Berlin, död 3 oktober 1911 i Hedvig Eleonora församling i Stockholm, var en tysk-svensk restauratör och konsthandlare.
Han kom 1855 till Sverige och förestod 1859 till 1865 Stora hotellet i Jönköping och innehade 1866 till 1867 Operakällaren i Stockholm. År 1868 öppnade han det stora etablissemanget Blanchs kafé vid Kungsträdgården. Denna lokal, som Blanch 1881 överlämnade i andra händer, medverkade på sin tid till en reform av utelivet i Stockholm, inte minst genom sina aftonkonserter året om. Vid världsutställningen i Wien 1873 skötte Blanch den svenska restaurangen. På en tomt invid Blanchs kafé öppnade Blanch 1879 en liten teater, Blanchs teater, där danska och franska teatersällskap längre tider uppträdde, populärvetenskapliga föreläsningar och kammarmusiksoaréer hölls, men även varieté- och magiföreställningar tidvis fick hemvist.
År 1883 omvandlade Blanch denna teater till en salong för utställning av tavlor, Blanchs konstsalong, där många tavlor av såväl utländska som inhemska samtida konstnär utställdes. Denna salong öppnade även för Opponenternas utställningar 1885 och 1886, Konstakademiens utställning 1887 och Konstnärsförbundets 1890. Lokalen övertogs 1889 av konstföreningen i Stockholm. År 1883 öppnade Blanch en särskild konsthandel i Stockholm, och samma år fick han titeln hovkonsthandlare.
Blanch var även bland de första som, 1878 på Blanchs café, använde elektrisk belysning i Sverige.
Blanch lät 1877 uppföra sommarnöjet Villa Skogsborg vid Ulriksdals slottsområde.
Theodor Blanch är begravd på Norra begravningsplatsen utanför Stockholm.